# Рылеева, Зоя Васильевна
Зоя Васильевна Рыле́ева (1919, Киев — 2013, Яффо) — советский и израильский скульптор и художница. Автор скульптуры «Золотой сноп» на ВДНХ и многих других.

## Биография
Родилась в 1919 году в Киеве. По отцовской линии происходит из дворянского рода Рылеевых и является потомком брата декабриста и поэта К. Ф. Рылеева. По материнской линии имеет в роду французского еврея Бааля, которому последний император Франции Наполеон III пожаловал в 1860-е гг. дворянство за пущенный в Париже трамвай. Дочь Бааля Франциска была бабушкой З. В. Рылеевой.
Начинала учиться живописи в Киевском художественном институте, во время войны продолжила обучение в Московском художественном институте имени В. И. Сурикова. 
В 1949 году закончила в Москве Академию живописи и скульптуры.
Муж (гражданский) и отец дочери — А. А. Таций трагически погиб в 1967 году. Зять — художник Ян Райхваргер.
В 1965–1970 годах установила 3 памятника знаменитому женскому авиаполку Марины Расковой в Керчи, Москве и Польше. Автор грандиозного мемориала «Бегущий воин» в городе Павловский Посад под Москвой, на стелле которого — имена тысяч погибших воинов.
С 1975 года проживала в Бат-Яме (Израиль).
Стала родоначальником израильской художественной династии: её сын, Геннадий Осмёркин — знаменитый американский дизайнер, внук Мордехай Раухвергер — известный художник в Израиле. Со времени переезда З. В. Рылеевой в Израиль в 1975 году и до ее смерти состоялось более 40 персональных выставок, в том числе в Филадельфии, Амстердаме, Париже, Берлине, Москве и Тель-Авиве.
Скончалась в апреле 2013 года. Похоронена в Яффо.

## Избранные работы
Работы автора находятся в фондах ВДНХ, муниципалитета Бат-Яма, Бат-Ямского центра изучения Катастрофы и политической истории им. Меира Ланда - "Музеон Бейт ха-Шоа Бат-Ям"  и в частных собраниях.

### Скульптурные композиции
- Скульптура «Золотой сноп» на ВДНХ, скульптурные горельефы на фонтанах «Дружба народов», «Каменный цветок» и павильонах «Грузия» и «Украина» (ныне «Земледелие») на ВДНХ СССР (ВВЦ)
- Памятник женскому авиаполку под командованием Полины Расковой в Москве, Керчи, Польше
- Мемориал «Бегущий воин» со стелой в г. Павлов-Посад.

### Портреты
- Герцля, Бен-Гуриона, Голды Меир, Рабина, Шарона, деятелей культуры и искусства — Шолом-Алейхема, Шагала, Набокова, Бялика, Шленского, Каждана, Райкина, Раневской, Швыдкого, а также: жителей Бат-Яма: писательницы Жанны Ран-Чарны, почетного заммэра Бат-Яма Меира Ланда, писателя Вадима Теплицкого, ветерана Григория Суриса, доцента Юрия Ляховицкого, его матери - врача-патологоанатома, кандидата мед. наук Марии Тираспольской и его сына -  врача-хирурга Сергея Ляховицкого (все перечисленные портреты с дарственными  посвящениями хранятся  в частном собрании доцента Ю. М. Ляховицкого, директора Бат-Ямского городского центра изучения Катастрофы и политической истории им. Меира Ланда - «Музеон Бейт ха-Шоа Бат-Ям»).

## Выставки
- 18 октября 2006 — 19 ноября 2006 — персональная выставка скульптора Зои Васильевны Рылеевой «Близкие дали» в Бат-Ямском городском центре изучения Катастрофы и политической истории — «Музеон Бейт ха-Шоа Бат-Ям» (куратор выставки - директор музея, доцент Ю. М. Ляховицкий).
- 11 июля 2007 — 30 сентября 2007 — персональная выставка «Лица времен и событий» в Бат-Ямском городском центре изучения Катастрофы и политической истории — «Музеон Бейт ха-Шоа Бат-Ям» (куратор выставки — директор музея, доцент Ю. М. Ляховицкий).

## Интересные факты
Является автором эскизов пресс-форм популярного в СССР игрушечного набора пластмассовых солдатиков «Ледовое побоище», массово выпускавшегося Московским заводом игрушек «Прогресс» с 1970 по 1991 год, а также наборов солдатиков «Красная кавалерия» (в пластмассе) и «30-летие Победы в Великой Отечественной войне» (в металле).